# Resolutie 1408 Veiligheidsraad Verenigde Naties
Resolutie 1408 van de Veiligheidsraad van de Verenigde Naties werd unaniem door de VN-Veiligheidsraad aangenomen op 6 mei 2002.

## Achtergrond
Na de hoogtijdagen onder het decennialange bestuur van William Tubman, die in 1971 overleed, greep Samuel Doe de macht. Diens dictatoriale regime ontwrichtte de economie en er ontstonden rebellengroepen tegen zijn bewind, waaronder die van de latere president Charles Taylor. In 1989 leidde de situatie tot een burgeroorlog waarin de president vermoord werd. De oorlog bleef nog doorgaan tot 1996. Bij de verkiezingen in 1997 werd Charles Taylor verkozen en in 1999 ontstond opnieuw een burgeroorlog toen hem vijandige rebellengroepen delen van het land overnamen. Pas in 2003 kwam er een staakt-het-vuren en werden VN-troepen gestuurd. Taylor ging in ballingschap en de regering van zijn opvolger werd al snel vervangen door een overgangsregering. In 2005 volgden opnieuw verkiezingen, waarna Ellen Johnson-Sirleaf de nieuwe president werd.

## Inhoud

### Waarnemingen
Het panel van experts dat schendingen van de sancties tegen Liberia onderzocht had haar bevindingen ingediend. Die stelden onder meer dat de Liberiaanse overheid de sancties schond door onder meer wapens te verwerven. Verder bleef de actieve steun die Liberia verleende aan rebellen in buurland Sierra Leone een bedreiging van de regionale vrede en veiligheid.

### Handelingen
De Veiligheidsraad besloot dat Liberia niet had voldaan aan de eisen in resolutie 1343. Deze waren bedoeld om het vredesproces in Sierra Leone vooruit te helpen. Wel had het land voldaan aan de eis om haar vliegtuigregister bij te werken. Alle landen in de regio moesten alle militaire steun aan gewapende groepen in hun buurlanden stopzetten en acties die de situatie aan de grenzen tussen Guinee, Liberia en Sierra Leone verder destabiliseren voorkomen.
Er werd beslist het wapen- en diamantembargo en de reisbeperkingen die met resolutie 1343 waren opgelegd met 12 maanden te verlengen. Deze zouden pas worden ingetrokken wanneer Liberia aan bovenstaande eisen voldeed. Het land werd ook nog eens gevraagd een systeem van oorsprongscertificaten op te zetten voor ruwe diamant, en daarbij rekening te houden met het internationale Kimberley-Proces. Dergelijke gecertificeerde diamanten waren uitgezonderd van het embargo.
Liberia werd verder opgeroepen audits te voeren om te verzekeren dat de opbrengst van haar houtindustrie voor legitieme doeleinden werd aangewend.
De secretaris-generaal werd gevraagd voor een periode van drie maanden opnieuw een panel van vijf experts op te richten voor het onderzoek naar schendingen van de sancties en hun mogelijke impact op de bevolking.

## Verwante resoluties
- Resolutie 1343 Veiligheidsraad Verenigde Naties (2001)
- Resolutie 1395 Veiligheidsraad Verenigde Naties
- Resolutie 1458 Veiligheidsraad Verenigde Naties (2003)
- Resolutie 1478 Veiligheidsraad Verenigde Naties (2003)

Lijst ·  1387 ·  1388 ·  1389 ·  1390 ·  1391 ·  1392 ·  1393 ·  1394 ·  1395 ·  1396 ·  1397 ·  1398 ·  1399 ·  1400 ·  1401 ·  1402 ·  1403 ·  1404 ·  1405 ·  1406 ·  1407 ·  1408 ·  1409 ·  1410 ·  1411 ·  1412 ·  1413 ·  1414 ·  1415 ·  1416 ·  1417 ·  1418 ·  1419 ·  1420 ·  1421 ·  1422 ·  1423 ·  1424 ·  1425 ·  1426 ·  1427 ·  1428 ·  1429 ·  1430 ·  1431 ·  1432 ·  1433 ·  1434 ·  1435 ·  1436 ·  1437 ·  1438 ·  1439 ·  1440 ·  1441 ·  1442 ·  1443 ·  1444 ·  1445 ·  1446 ·  1447 ·  1448 ·  1449 ·  1450 ·  1451 ·  1452 ·  1453 ·  1454